# Гуру індуїзму
Список ґуру і святих індуїзму
- Адвайта Ачар'я
- Ангираса
- Бгактівінода Тгакур
- Бгактісіддханта Сарасваті
- Бгактіведанта Свамі Прабгупада
- Бгактісварупа Дамодара Свамі
- Бхрігу
- Бхарадваджа
- Вальмікі
- Васішта
- В'ясадева
- Вріндаванські Госвамі
- Гададхар Пандіт
- Грітсамада
- Даянанда Сарасваті
- Джаганнатха Даса Бабаджі
- Джіва Госвамі
- Ішана Нагара
- Капіла
- Ману
- Маріча
- Махаріші Махеш Йогі
- Парашара
- Патанджалі
- Пуластья
- Рупа Госвамі
- Сатья Саі Баба
- Санатана Госвамі
- Саяна
- Свамі Шивананда Сарасваті
- Натхамуні
- Нарада
- Німбарка
- Нітьянанда
- Шанкара
- Шівая Субрамуніясвамі
- Шрі Матаджі Нірмала Деві
- Шріваса Тхакур
- Чайтанья Махапрабгу
- Чандра Мохан Раджніш